# 축전전주곡
《축전 전주곡 다장조 작품번호 61》(독일어: Festliches Präludium)는 리하르트 슈트라우스가 작곡한 관현악곡(관현악 전주곡)이다.

## 개요
이 작품은 1913년 10월 19일에 빈의 콘서트홀 완공 낙성식 기념하려고 위촉되어 작곡되어 초연된 작품이다. 1913년 5월 13일 자신의 별장이 있는 가르미슈 파르텐키르헨에서 완성되었다. 5관 편성이라는 대규모 편성의 악곡이며 오르간이 편성된 3곡 中 오르간의 비중이 중심적 역할을 하는 곡이다.

## 편성
- 목관악기: 피콜로, 플루트4, 오보에4, 헤켈 폰, E플랫 클라리넷, 클라리넷4 (C관과 A관), 바순4, 콘트라바순
- 금관악기: 호른8, 트럼펫4, 트롬본4, 튜바
- 타악기: 팀파니, 심벌즈, 큰북
- 건반악기: 오르간
- 현악기
- 무대 뒤: 트럼펫6

## 구성
- 'Festlisch bewegt, Solennemente (축전적이고 빠르게, 장엄하게)' 오르간의 장중한 전주로 시작한다. 이윽고 전 관현악이 참여하고 떠들썩한 축전제를 벌인다. 제2주제에서 현악기는 편하게 말한다. 그 후 대위법적으로 극히 기교적으로 전개된다. 마지막은 별도 금관밴드의 6개의 트럼펫이 참여하고 웅장한 결말로 끝난다.

## 연주시간
- 약 10분

## 참고 문헌
- Fuyurusutona London Score